# Israel en los Juegos Olímpicos de Nagano 1998
Israel estuvo representado en los Juegos Olímpicos de Nagano 1998 por tres deportistas, dos hombres y una mujer, que compitieron en patinaje artístico sobre hielo.
El portador de la bandera en la ceremonia de apertura fue el patinador artístico  Michael Shmerkin. El equipo olímpico israelí no obtuvo ninguna medalla en estos Juegos.